# Klaus und Klaus

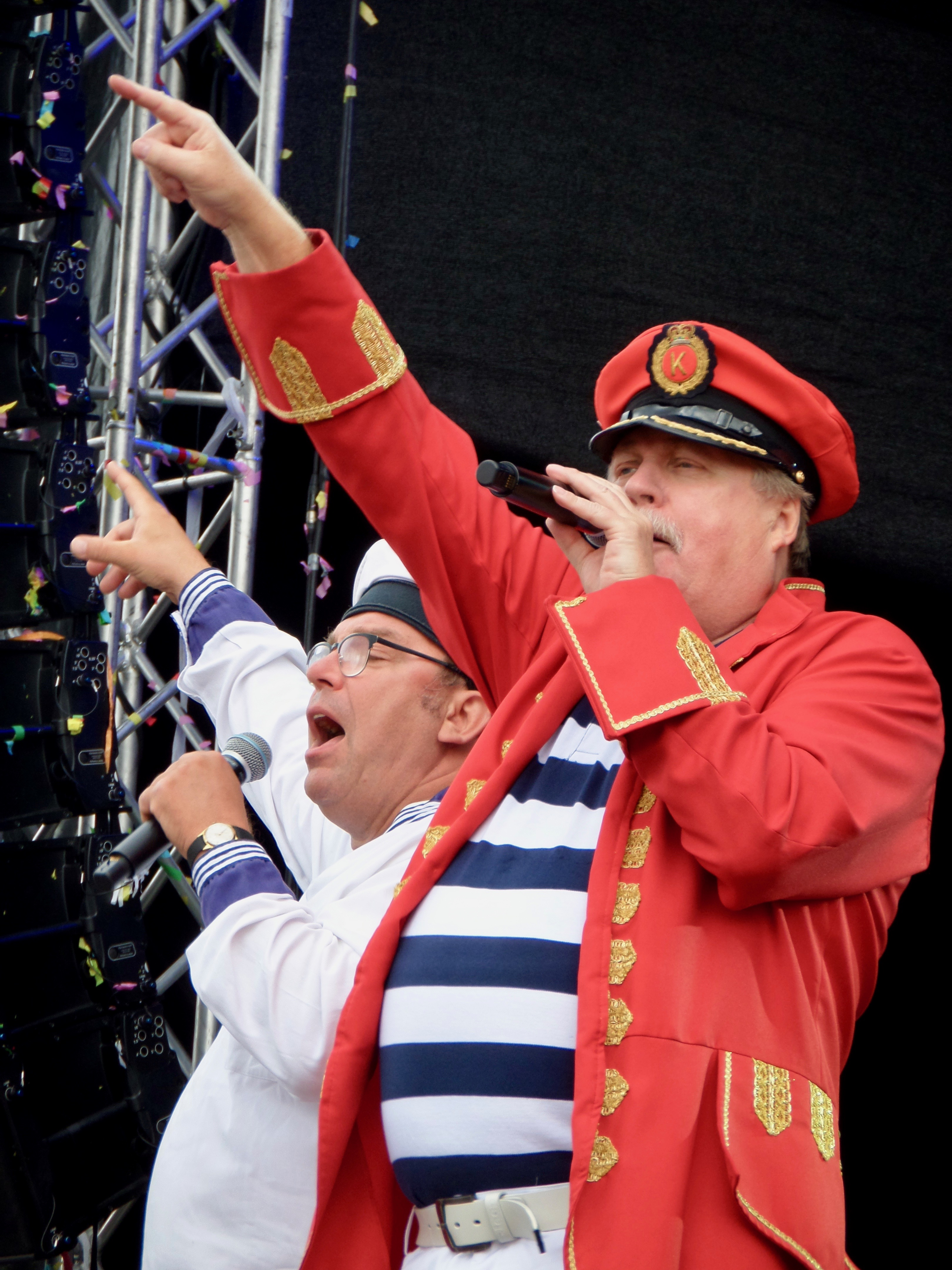
Klaus und Klaus (2017)

Klaus & Klaus ist eine deutsche Schlager-Gesangsformation. Es gibt zwei unterschiedliche Besetzungen.

## Erste Besetzung
Klaus Baumgart lernte 1980 Klaus Büchner, Sänger der Band Torfrock, kennen und gründete mit ihm das Duo Klaus & Klaus. Ihre erste Single war das 1983 erschienene Lied Da steht ein Pferd auf’m Flur (Neufassung des niederländischen Karnevalsschlagers Er staat een paard in de gang von André van Duin), mit welcher die beiden erste Auftritte in verschiedenen Fernsehsendungen hatten. 1985 kam der Durchbruch mit der Single An der Nordseeküste, gesungen zur Melodie des irischen Volkslieds The Wild Rover. Das Duo war in zahlreichen Hitparaden vertreten und die Single sowie die gleichnamige Langspielplatte erreichten mit je über 250.000 verkauften Exemplaren Goldstatus. Das Duo wurde Sieger in der ZDF-Hitparade und war zu Gast in nahezu allen großen Musiksendungen des Fernsehens. Danach folgten weitere Aufnahmen, so etwa 1988 der Top-Ten-Hit Der Eiermann. Büchner hatte bei Klaus & Klaus mehrere Torfrock-Lieder wie Volle Granate, Renate neu aufgenommen, umgekehrt wurden Klaus & Klaus-Lieder wie Wir feiern wieder Feste bei Torfrock neu aufgelegt.
1997 stieg Klaus Büchner aus dem Duo Klaus & Klaus aus, um sich nur noch seiner Gruppe Torfrock zu widmen. Sein letzter Auftritt bei Klaus und Klaus war beim Bremer Sechstagerennen.

## Zweite Besetzung
Nach dem Ausstieg von Klaus Büchner gründete Klaus Baumgart 1997 mit dem Hamburger Musiker Claas Vogt (* 29. März 1965 in Hamburg) und dem Parodisten Andreas Neumann das Trio Klaus & Klaus.
Claas Vogt, zunächst Steuerfachgehilfe, studierte von 1987 bis 1989 Philosophie und Anglistik an der Universität Hamburg, war Mitglied der Gruppe Riptide und ab 1986 der Gruppe 8 to the Bar, mit der er zahlreiche Auftritte absolvierte. Ab 1995 war er Chorsänger bei Klaus & Klaus und wurde so mit Klaus Baumgart bekannt, der ihn nach dem Ausscheiden von Klaus Büchner in sein Team holte.
Die erste Single des Trios 1997 hieß 3 wie wir. Daraufhin erhielt die Gruppe von Radio Bremen eine eigene Comedy-Show gleichen Namens. Auch war das Trio mehrmals in der Aktuellen Schaubude zu Gast. Infolge der zahlreichen Verpflichtungen verließ jedoch Andreas Neumann Ende 2000 das Trio. Seither gibt es wieder ein Duo Klaus & Klaus.
2001 hatte das neue Duo mit Ein Weißbier auf der Hütt’n einen neuen Hit. 2002 waren sie mit Ein Rudi Völler – Es gibt nur ein’n Rudi Völler wieder in den deutschen Charts vertreten. Bekanntere Titel der letzten Jahre sind Die Krankenschwester, Aloha heja he (Neuaufnahme des Achim-Reichel-Hits) und Seemann (Deine Heimat ist das Meer), die vor allem auf der Ferieninsel Mallorca größeren Zuspruch fanden.

## Rechtliche Auseinandersetzungen
Im Jahr 1995 reichte Klaus Baumgart gegen Oliver Kalkofe Klage ein, der Klaus und Klaus in seiner Sendung Kalkofes Mattscheibe als „Schielende Klobürste“ und „Freund Speckbulette“ bezeichnet hatte. Das Landgericht Oldenburg wies die Klage ab. Wie sich später herausstellte, war diese nur eine von Baumgarts Management lancierte PR-Kampagne.

## Trivia
Auf der 2007 erschienenen Platte Jazz ist anders der Punkrock-Band Die Ärzte werden Klaus und Klaus in dem Lied Perfekt erwähnt. Die Textpassage lautet: „Und im Radio spielen sie ein Lied von Klaus und Klaus, doch sogar das hält unsere Liebe aus.“
Im Juni 2015 traten Klaus und Klaus als Gaststars in der Hamburger Kreuzfahrt-Musical-Komödie Innenkabine mit Balkon auf.
Am 20. Juni 2015 stellten Klaus und Klaus bei der Bremen Olé-Party auf der Bürgerweide in Bremen mit der längsten Polonaise mit 4405 Teilnehmern einen neuen Weltrekord auf.
Die Hip-Hop-Gruppe Fettes Brot hat auf ihrem Album von 2013 3 is ne Party ein Lied mit dem Titel Klaus & Klaus & Klaus. Darin heißt es im Refrain „Jajajaja, sie sind wieder da, Applaus, Applaus, Applaus, Direkt von der Küste, Klaus und Klaus und Klaus, Klingelingeling, sie sind wieder da, Applaus, Applaus, Applaus, Direkt von der Nordsee, Klaus und Klaus und Klaus“.

## Ehrungen
- RSH-Gold
- Goldene Stimmgabel
- 19. Juli 2004: Ehrenpreis „1. Nordsee-Touristik-Award ‚Die Blaue Robbe‘“ des Tourismusverbandes „7 Inseln und 1 Küste“, überreicht vom niedersächsischen Ministerpräsidenten Christian Wulff, für ihre Verdienste um die Nordseeküste.

Ihre goldenen Schallplatten, Auszeichnungen und Trophäen waren 2008 in der Ausstellung Melodien für Millionen – Das Jahrhundert des Schlagers im Haus der Geschichte der Bundesrepublik Deutschland in Bonn zu besichtigen und anschließend im Zeitgeschichtlichen Forum Leipzig.

## Diskografie

### Alben (Auswahl)
- 1984 Steht da ein Pferd aufm Flur
- 1985 Tierisch menschlich
- 1986 Schwer ist der Beruf
- 1987 Wir feiern wieder Feste
- 1988 Ach Du dickes Ei
- 1990 Die Herzensbotschaft
- 1995 Bauer Cotton Eye Joe – das Album
- 1995 Moin Moin
- 1996 Klingelingeling Hier kommt der Weihnachtsmann
- 1997 Polizeistund' – und tschüß!
- 2001 Feiern bis der Arzt kommt
- 2005 Schwein muss man haben
- 2007 Küsten-Knaller
- 2010 Küstengold
- 2013 Güteklasse A
- 2013 30 Jahre Klaus & Klaus – Das Jubiläum – inkl. Bonus-CD DAS OHRENKINO

### Singles (Auswahl)
- 1983 Da steht ein Pferd auf dem Flur
- 1984 An der Nordseeküste (Melodie: The Wild Rover, irisches Volkslied)
- 1985 Ja bei Werder Bremen (Weser-Stadion-Version von An der Nordseeküste)
- 1985 Auf Mallorca gibt es keinen Baggersee
- 1986 Viva la Mexico
- 1986 Da sprach der alte Häuptling (Coverversion des gleichnamigen Titels von Gus Backus)
- 1987 Und bläst der Wind (zweiter Teil von An der Nordseeküste)
- 1987 Wir feiern wieder Feste
- 1987 Rum-Buddel-Rum (Melodie: Whiskey In The Jar, irisches Volkslied)
- 1987 Holidays Are Here Again (zusammen mit Bruce & Bongo)
- 1988 Der Eiermann
- 1988 König Fußball (Medley)
- 1988 Olé Olé Olé Deutscher Meister SVW
- 1989 Die friesische Nacht
- 1989 Die Pinkelnummer
- 1989 Ich bin kein schöner Mann
- 1990 Jodeladi (Die Herzensbotschaft)
- 1990 Lass mich heute Nacht dein Knutschbär sein
- 1991 Bum Bum Bum in El Arenal
- 1992 Radetzki-Rap, Platz 1 in der ZDF-Hitparade
- 1992 Aber schön muss sie sein
- 1992 Melkmaschin' kaputt
- 1995 Bauer Cotton Eye Joe (deutsche Version des Rednex-Hits Cotton Eye Joe)
- 1997 Wahnsinn (Hölle, Hölle, …)
- 1998 Der Alpenexpress
- 1999 Schön Blau (deutsche Version des Eiffel-65-Hits Blue (Da Ba Dee))
- 2001 Ein Weissbier auf der Hütt’n
- 2002 Die Krankenschwester (… ein schneeweißes Luder)
- 2002 Ein Rudi Völler (Melodie: Guantanamera)
- 2003 Aloha heja he (Coverversion des gleichnamigen Titels von Achim Reichel)
- 2004 Der Deutsche Meister kommt vom Weserstrand
- 2005 … da wird die Sau geschlacht’ (Melodie: Tief im Odenwald)
- 2006 Seemann Deine Heimat ist das Meer
- 2007 Ein Stern (der über Bremen steht)
- 2009 Ich will Sex
- 2009 Attacke, Vollgas, Hummelflug
- 2010 Gimme hope Joachim
- 2010 Shanghai
- 2011 Jodeladi feat. Libero 5
- 2012 Heute Nacht geht es ab (Mit Peter Wackel)
- 2013 Der Eiermann 2013 (Dschungel-Version)
- 2014 Heute fährt die 18 bis zum Après Ski (feat. Jürgen Milski)
- 2014 Kaptein
- 2014 Gimme Hope, Joachim (Cover von Gimme Hope Jo’anna zur Fußball-WM 2014)
- 2015 Haifisch Alarm
- 2015 Eisbär Alarm
- 2016 An de Noordseeküste (Mit De fofftig Penns auf Plattdeutsch)
- 2017 Piraten
- 2018 Wir feiern heut’ ’ne Party (feat. Chaos Team)
- 2019 Currywurst ich liebe Currywurst
- 2020 An der Nordseeküste Reggae-Mix
- 2022 An der Nordseeküste Party-Rock-Version feat. United 4
- 2022 Winken und Trinken mit Ingo ohne Flamingo
- 2022 BIERgit – Wo es noch Bier gibt mit Lorenz Büffel

### Internationale Duette zusammen mit
- 1987 Bruce & Bongo – Holidays Are Here Again
- 1989 Dave Dee – Zabadak
- 1999 Barry Ryan – Zeit macht nur mit dem Teufel halt
- 2003 Mungo Jerry – Lady Rose